# Maleveld

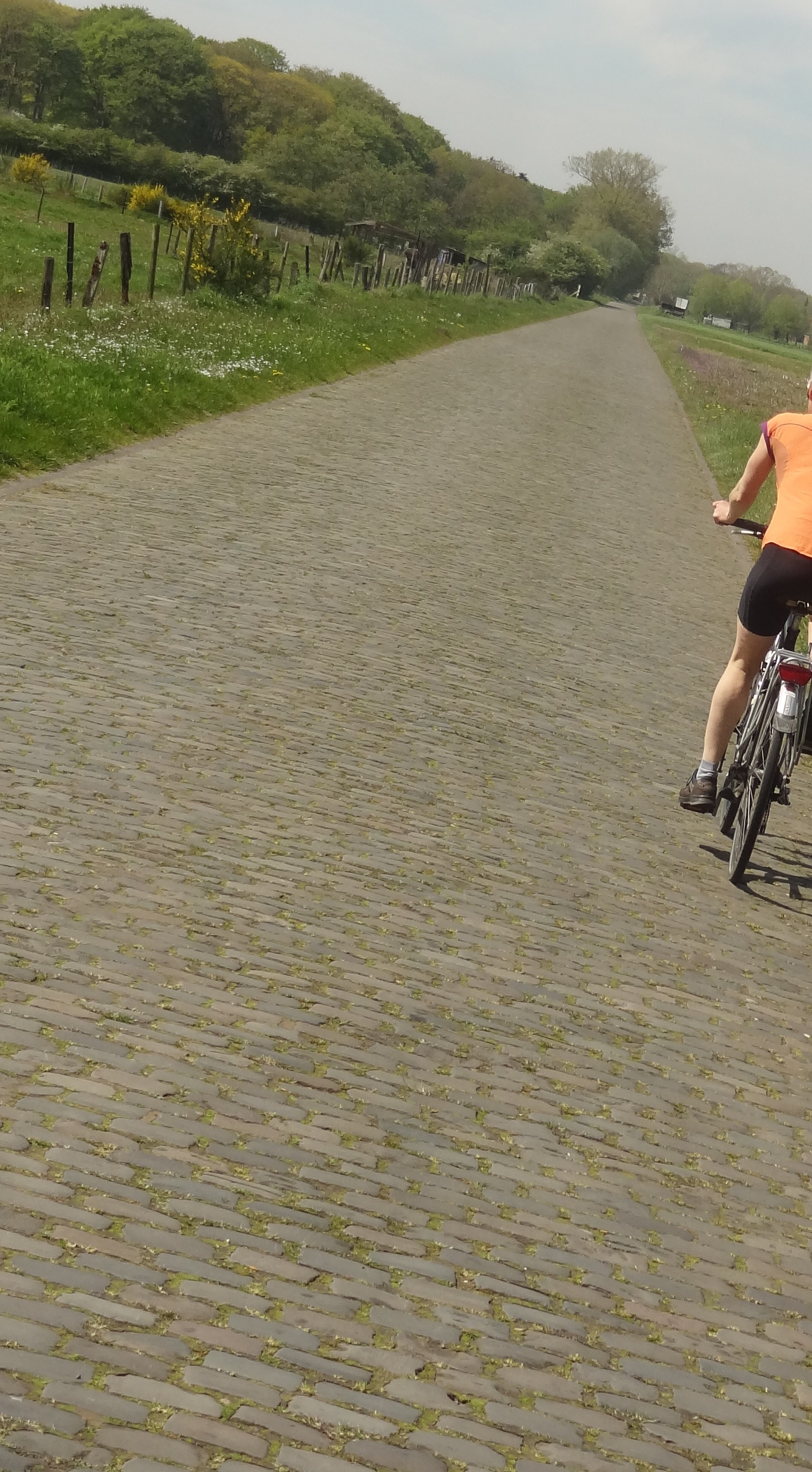
Kasseistrook Maleveld

Maleveld is een straat en kasseistrook in de Belgische provincie West-Vlaanderen nabij Sijsele.  De kasseistrook en straat zijn vernoemd naar het heidegebied Maleveld dat hier ooit lag. De strook is 1800 meter lang en wordt opgenomen in de Guido Reybrouck Classic, een wielerwedstrijd voor juniores met start en finish in Damme. Voorheen zat deze ook in de Elfstedenronde.
De strook wordt in 2025 ook opgenomen in de eerste etappe van de Ronde van België.